# Лейно, Вилле
Ви́лле Ле́йно (фин. Ville Leino; 6 октября 1983, Савонлинна, Финляндия) — финский хоккеист, игравший на позиции нападающего. В октябре 2017 года завершил игровую карьеру. Выступал за клубы Финской хоккейной лиги (Liiga): «СаПКо», «Ильвес», ХПК, «Йокерит»; Национальной хоккейной лиги (НХЛ): «Детройт Ред Уингз», «Филадельфия Флайерз», «Баффало Сейбрз»; Континентальной хоккейной лиги (КХЛ): «Медвешчак» и «Динамо» (Рига); Швейцарской национальной лиги (NLA) «Клотен Флайерз» и Шведской хоккейной лиги (SHL) «Векшё Лейкерс».

## Карьера

### Финляндия
В 17 лет Лейно начал играть за клуб родного города «СаПКо» из лиги Suomi-sarja. Большую часть времени проводил в молодёжной команде «СаПКо» в Юниорском 1-м дивизионе Финляндии. Далее он был взят клубом СМ-Лиги «Ильвес», где отыграл три сезона. Затем Лейно перешёл к ХПК, где сразу стал самым результативным игроком и выиграл с командой чемпионат Финляндии.
В 2007 году Лейно перешёл в «Йокерит», где он был переведён из центра на позицию крайнего нападающего. В свой первый же сезон в команде, он побил клубный рекорд по количеству очков в регулярном сезоне, когда он превзошёл рекорд Тимо Сутинена в 73 очка. Он закончил сезон вторым по результативности и выиграл «Лассе Оксанен Трофи», как лучший игрок регулярного сезона СМ-Лиги.

### Северная Америка
10 мая 2008 года Лейно подписал годичный контракт с «Детройт Ред Уингз». В связи с проблемами с заработной платой «Ред Уингз» отправили Лейно в свой фарм-клуб в АХЛ «Гранд-Рапидс Гриффинс». Тренер «Детройта» Майк Бэбкок отметил, что Лейно является «лучшим игроком»: он никогда не нападает на юниоров. Вилле, в конечном итоге, был отозван из «Гранд-Рапидс» 29 января 2009 года. В первый же период своего дебютного матча в НХЛ, 31 января 2009 года, Лейно забросил свою первую шайбу, в ворота вратаря Жозе Теодора, и «Детройт» выиграл «Вашингтон» 4:2. Лейно является одним из немногих игроков, кто сумел забить гол в своём первом же появлении в НХЛ.
6 июля 2009 года Лейно продлил на два года контракт с «Детройтом». 6 февраля 2010 года Вилле Лейно был отдан в «Филадельфию» в обмен на норвежского защитника Уле-Кристиана Толлефсена и выбор в 5-м раунде на драфте НХЛ 2011 года. Лейно забросил 2 шайбы и отдал 2 результативные передачи в тринадцати играх за «Флайерз» в регулярном сезоне.
Лейно начал плей-офф Кубка Стэнли 2010 в ложе прессы, но из-за травмы Симона Ганье и Джеффа Картера Лейно начал играть. Тем самым сформировалась самая мощная атакующая линия в плей-офф Кубка Стэнли вместе с Даниелем Бриером и Скоттом Хартнеллом. Лейно записал на свой счёт семь голов и четырнадцать передач, набрав в сумме 21 очко в 19-и играх. Он повторил рекорд Дино Сиссарелли по количеству набранных очков в плей-офф среди новичков НХЛ.
12 марта 2011 года Лейно записал свой первый хет-трик в карьере, в игре против «Атланты Трэшерз». 24 апреля 2011 года во время первого раунда плей-офф Кубка Стэнли против «Баффало Сейбрз», Лейно забил победный гол в дополнительное время 6-й игры серии, и тем самым сравнял счёт в серии 3-3. Он закончил плей-офф с тремя шайбами и двумя результативными передачи, а «Флайерз» были сметены в полуфинале Восточной конференции будущим чемпионом «Бостон Брюинз». Лейно стал неограниченным свободным агентом в конце сезона 2011 года. 1 июля 2011 года он подписал 6-летний контракт с «Баффало Сейбрз» на общую сумму 27 млн долларов. Первый же сезон за «клинков» сложился для Лейно неудачно: его результативность снизилась почти в два раза.
17 июня 2014 года «Баффало» выставил Лейно на драфт отказов чтобы выкупить его контракт.

### Международная карьера
Лейно дебютировал в сборной Финляндии на этапе Еврохоккейтур 2006-07. Вилле сыграл 18 игр на этапах Еврохоккейтура, но так и не набрал хотя бы одного очка.

## Статистика
| Легенда | Легенда                    | Легенда | Легенда                   | Легенда | Легенда    |
| ------- | -------------------------- | ------- | ------------------------- | ------- | ---------- |
| И       | Количество проведённых игр | Штр     | Штрафное время            | +/−     | Плюс-минус |
| Г       | Голы                       | П       | Голевые передачи          | О       | Очки       |
| -       | Статистика неизвестна      | —       | Статистика не учитывалась |         |            |

### Клубная
- a В «Плей-офф» учитывается статистика игрока в Плей-аут.

## Достижения
| Год  | Команда | Достижение                            | Достижение |
| ---- | ------- | ------------------------------------- | ---------- |
| 2006 | ХПК     | Чемпион Финляндии                     |            |
| 2007 | ХПК     | Бронзовый призёр чемпионата Финляндии |            |

| Год  | Команда | Достижение                                  | Достижение |
| ---- | ------- | ------------------------------------------- | ---------- |
| 2006 | ХПК     | Попадание в Сборную всех звёзд SM-liiga (2) |            |
| 2008 | Йокерит | Попадание в Сборную всех звёзд SM-liiga (2) |            |
| 2008 | Йокерит | Обладатель приза «Золотой шлем»             |            |
| 2008 | Йокерит | Обладатель «Лассе Оксанен Трофи»            |            |
| 2008 | Йокерит | Лучший ассистент SM-liiga                   |            |

## Рекорды

### НХЛ
- Наибольшее количество очков в плей-офф одного сезона среди новичков — 21 (2010) (совместно с Дино Сиссарелли (1981))
- Наибольшее количество передач в плей-офф одного сезона среди новичков — 14 (2010)
- Наибольшее количество передач в одной финальной серии Кубка Стэнли среди новичков — 6 (2010)

### Комментарии
1. ↑  Приз лучшему игроку SM-liiga по мнению игроков лиги.
2. ↑  Приз лучшему игроку регулярного сезона SM-liiga.